# ESSOR

Lead Nation
Participant
Observer
Other PESCO states

ESSOR (англ. European Secure Software-defined Radio) — проєкт програми Європейського Союзу «Структурна співпраця у сфері оборони та безпеки» (англ. Permanent Structured Cooperation, PESCO) щодо розробки програмно конфігурованих радіосистем телекомунікацій для забезпечення взаємосумісного захищеного зв'язку у тактичній ланці управління та діапазонах коротких, ультракоротких і дециметрових хвиль.

Проєкт заснований Фінляндією, Францією, Італією, Польщею, Іспанією та Швецією. Країною-лідером ESSOR визначена Франція. У грудні 2008 р. для його реалізації був сформований консорціум промислових компаній Bittium, Indra Sistemas, Saab, Leonardo, Radmor, Thales.
Станом на 2018 р. роботи в рамках проєкту продовжуються з урахуванням розширених вимог. Питання приєднання до проєкту вивчає Німеччина, зацікавленість у розробці стандарту на основі результатів проєкту висловили експерти НАТО.